# Tyvriv
Tyvriv (ukrainien : Тиврів) est une commune urbaine de l'oblast de Vinnytsia, en Ukraine. Elle compte 3 909 habitants en 2021.